# Zonia Baber

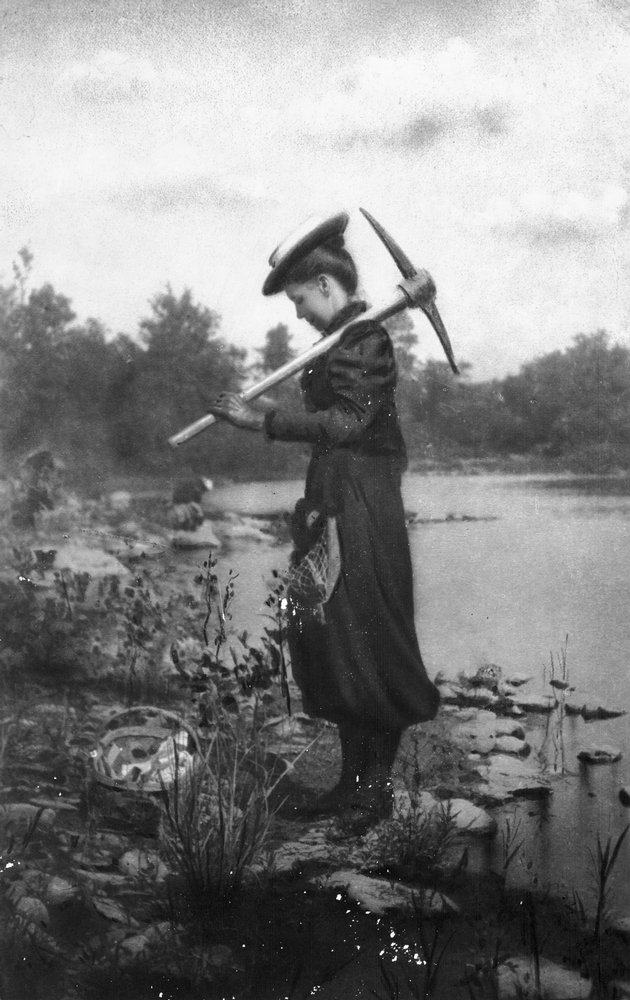
Zonia Baber sammelt Fossilien in Mazon Creek, Illinois, 1895

Mary Arizona Baber (* 24. August 1862 in Kansas Township, Illinois, USA; † 10. Januar 1956 in East Lansing, Michigan, USA) war eine US-amerikanische Geologin, Geographin und Hochschullehrerin. Sie war Professorin und Leiterin der Geographie und Geologie am Department of Education der University of Chicago sowie Rektorin der University of Chicago Laboratory Schools. Sie war für ihre Entwicklung von Methoden des Geographieunterrichts bekannt, bei denen der Schwerpunkt auf erfahrungsbasiertem Lernen durch Feldarbeit lag.

## Leben und Werk

Cook County Normal School 1903

Baber besuchte nach ihrem Grundschulunterricht die höhere Schule in Paris (Illinois), wo ihr Onkel lebte. Anschließend studierte sie an der Cook County Normal School, der späteren Chicago State University, an der größtenteils Frauen zu Lehrerinnen ausgebildet wurden. 1885 erlangte sie ihre Lehrbefugnis. 1887 begann sie unter anderem als Lehrerin für Geographie, Meteorologie und mathematische Geographie zu arbeiten.
An der Cook County Normal School in Chicago stellte sie der Schulleiter Francis Wayland Parker 1891 als Leiterin der Abteilung für Geographie ein. Während sie die Abteilung für Geographie leitete, besuchte sie auch Kurse in Geographie und Geologie an der University of Chicago und den ersten Feldkurs in Geologie, zu dem auch Frauen zugelassen waren.
Von 1899 bis 1900 reiste sie nach Asien und in den Nahen Osten. 1901 wurde Baber zur außerordentlichen Professorin für Geographie und Geologie am Department of Education der University of Chicago ernannt und war bis 1921 Leiterin der Abteilung für Geologie und Geographie an der Universität. 1904 erwarb sie ihren Bachelor-Abschluss in Naturwissenschaften an der University of Chicago.

Blaine Hall – School of Education der Universität von Chicago

Barber förderte Exkursionen und praktische Erfahrungen anstelle des Auswendiglernens von Fakten und Definitionen, arbeitete auch an der Verbesserung herkömmlicher Lernhilfen und versuchte den konventionellen Unterricht zu verbessern. Als sie beispielsweise Vorsitzende der Women’s International League for Peace and Freedom war, gründete sie ein Komitee zur Überprüfung von Lehrbüchern.

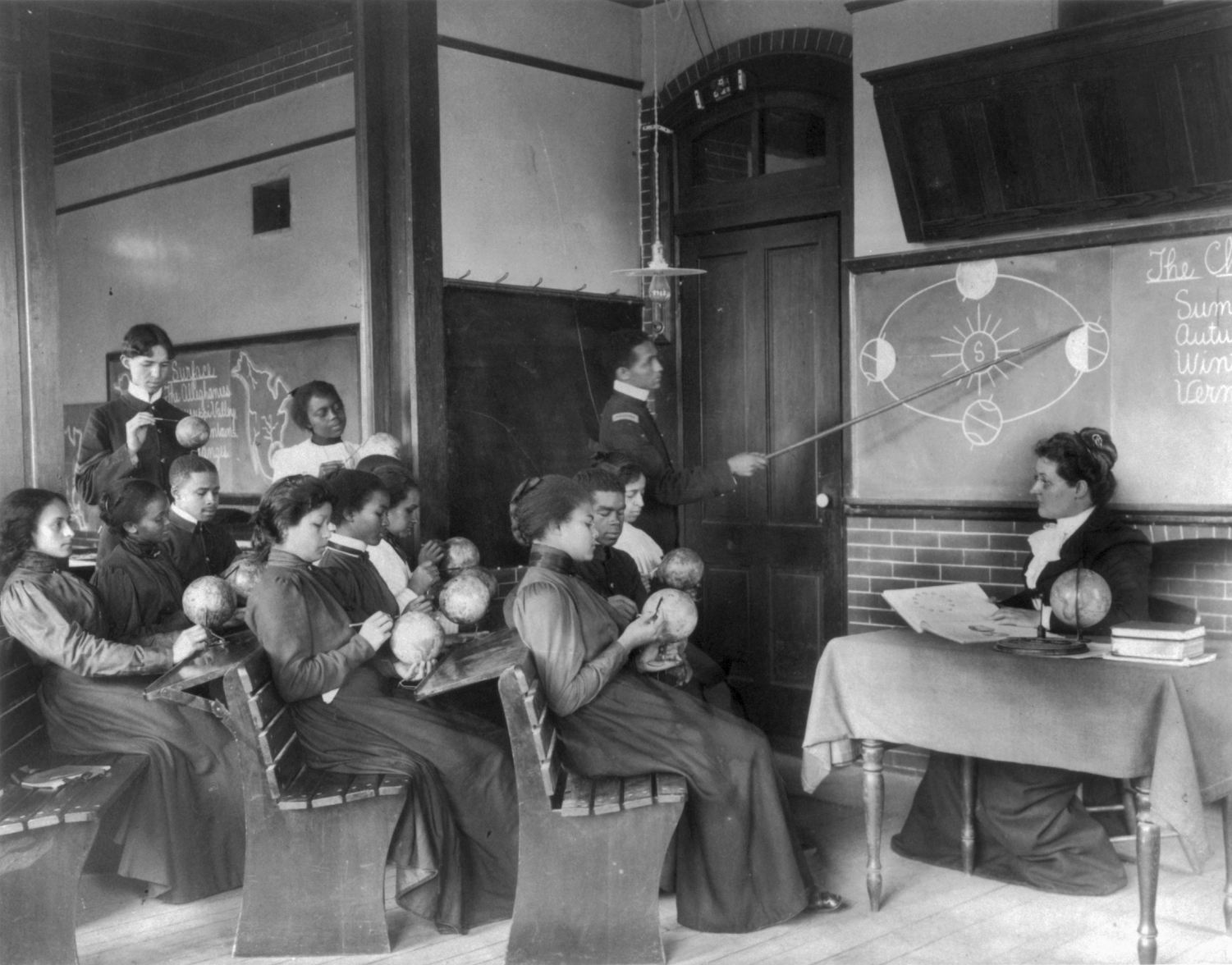
Ein Kurs in mathematischer Geographie, der die Rotation der Erde um die Sonne untersucht, Hampton Institute, Hampton, Virginia, 1899

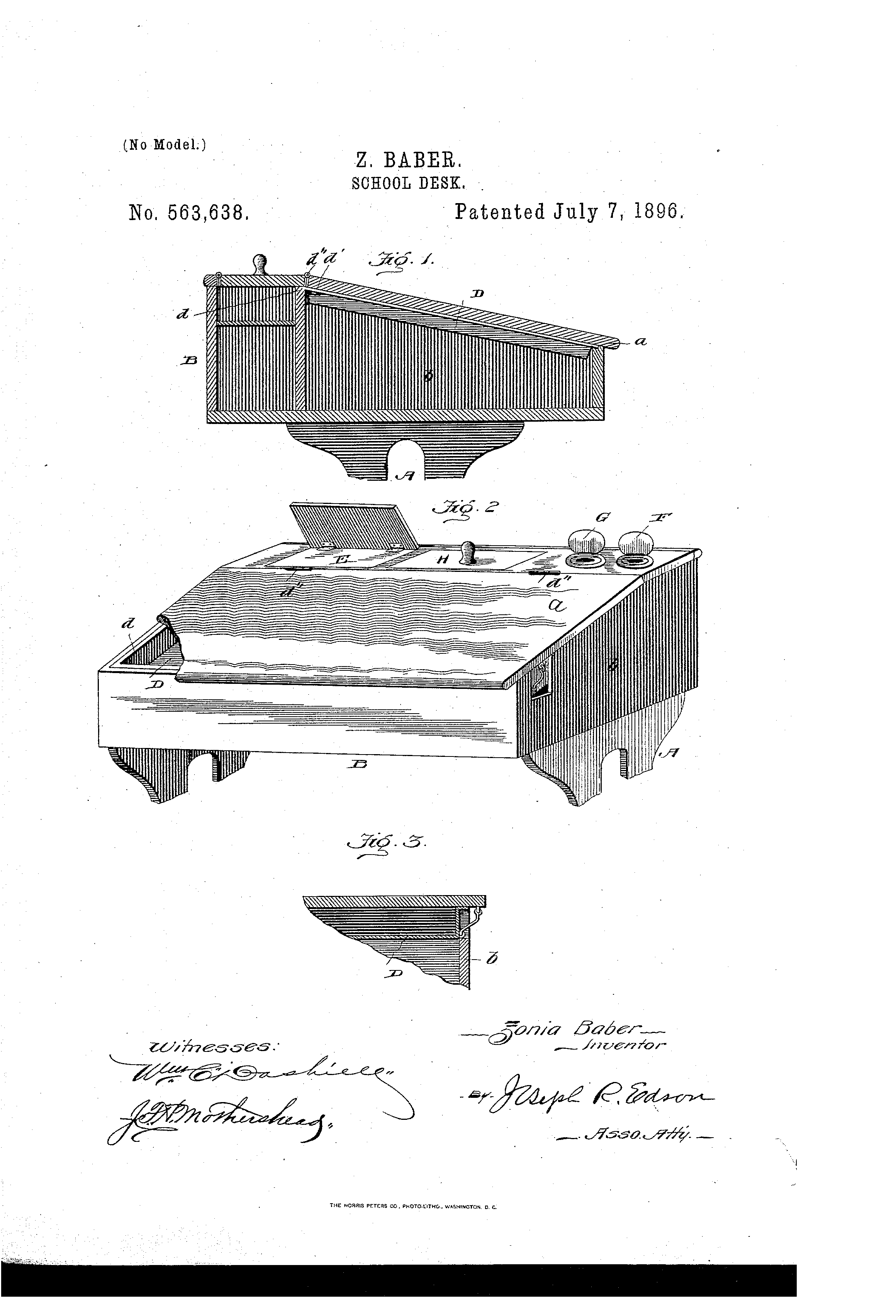
Zonia Baber-Schultischdesign, patentiert am 7. Juli 1896

1896 ließ sie eine von ihr entworfene Schulbank patentieren, die für den Unterricht in Geographie und anderen Naturwissenschaften bestimmt war. Im Gegensatz zu anderen Schulbänken verfügte diese über Ablagen und Fächer zur Aufbewahrung von Lernmaterialien. Der Schreibtisch enthielt einen Behälter für Ton, einen Brunnen und eine Pfanne für Sand, die den Schülern die Möglichkeit geben sollten, ihre eigenen Miniaturlandschaften zu schaffen.

## Chicago Geographic Society und politische Arbeit

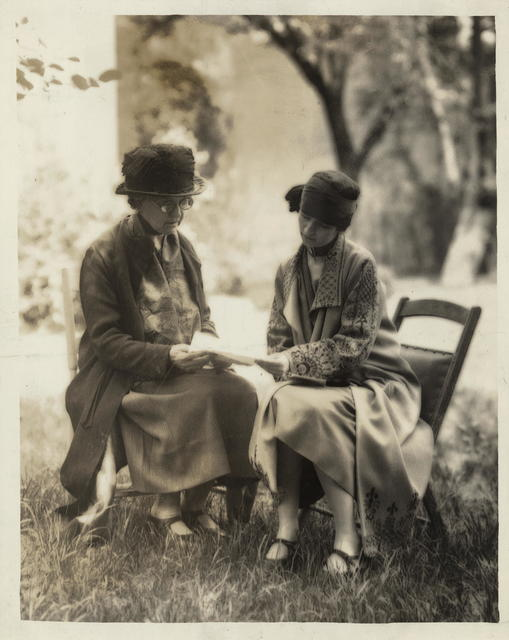
Zonia Baber (links) als Vertreterin der Frauen von Puerto Rico mit Burnita Shelton Matthews (rechts), Sekretärin für Rechtsforschung der National Women’s Party. Sie diskutierten im US-Kongress über den Entwurf des puerto-ricanischen Gesetzes zum Frauenwahlrecht. 1926

1898 gründete sie die Chicago Geographic Society, die im Gegensatz zu anderen Berufsverbänden weiblichen Rednern bei Treffen Vorrang einräumte. Sie engagierte sich 50 Jahre lang in der Gesellschaft, war von 1900 bis 1904 deren Präsidentin und erhielt 1948 die Goldmedaille als Auszeichnung für ihr Lebenswerk. 1927 wurde sie zum Mitglied der Society of Women Geographers gewählt.
Sie war Vorsitzende des Race Relations Committee des Chicago Women’s Club und war im Exekutivkomitee der Chicagoer Zweigstelle der National Association for the Advancement of Coloured People (NAACP). Sie war Vorsitzende des Panamerikanischen Komitees der Women’s International League for Peace and Freedom (WILPF) und arbeitete mit der Asociacion Puertoriquena de Mujeres Sufragistas und der Liga Social Sufragistas von Puerto Rico zusammen. 1926 vertrat sie die Frauen Puerto Ricos bei der Ausweitung des Wahlrechts auf das Land.
1925 half sie als Vorsitzende des Panamerikanischen Komitees der WILPF auf Ersuchen der Haitianer bei der Untersuchung der Bedingungen in Haiti unter US-Militärbesatzung. Sie war Mitautorin eines Berichts, der die vollständige Beendigung der US-Militärpräsenz in Haiti forderte.
Als Mitglied des WILPF-Komitees für Friedenssymbole startete Baber ein Projekt zur Sammlung und Bekanntmachung von „Friedenssymbolen“, hauptsächlich öffentlichen Denkmälern verschiedener Art, und stellte Bilder und Erklärungen dieser Objekte in Büchern, Wanderausstellungen und Präsentationen zusammen.
Baber starb 1955 im Alter von 93 Jahren.

## Ehrungen
- Aufnahme in die Liste der American Men of Science[10]
- Goldmedaille der Chicago Geographic Society[11]

## Veröffentlichungen (Auswahl)
- The Scope of Geography. The Elementary School Teacher. 4 (5), 1904, S. 257–270. doi:10.1086/453322.
- A Proposal for Renaming the Solar Circles. 1920.
- Field Work in the Elementary School. Journal of Geography 4 (1), 1905, S. 18–22.